# Trichiotinus lunulatus
Trichiotinus lunulatus är en skalbaggsart som beskrevs av Fabricius 1775. Trichiotinus lunulatus ingår i släktet Trichiotinus och familjen Cetoniidae. Inga underarter finns listade i Catalogue of Life.